# Opactwo Bellapais
Opactwo Bellapais – zrujnowany klasztor augustiański we wsi Belapais, w okolicach Kirenii, w granicach Cypru Północnego.
Opactwo zostało wzniesione przez augustianów sprowadzonych na Cypr po objęciu władzy na wyspie przez francuską dynastię Lusignanów. Pierwsze prace budowlane podjęto już w kilka lat po przybyciu zachodnich władców, w 1198, jednak większa część kompleksu została wzniesiona w latach 1267–1284. W 1359 do istniejących już budynków dobudowano gotycki refektarz. Fundatorami klasztoru byli królowie Cypru Hugo III i Hugo IV. Nazwa opactwa jest prawdopodobnie zniekształceniem francuskiego Abbaye de la paix (Opactwo Pokoju).
Obiekt reprezentuje styl gotycki typowy dla okresu rządów Lusignanów na Cyprze.    
Klasztor stał się ważnym ośrodkiem pielgrzymkowym po otrzymaniu relikwii Krzyża Świętego. Zostały one z niego skradzione w czasie najazdu genueńskiego w 1373, gdy splądrowany został cały skarbiec wspólnoty. Opactwo i poziom moralny żyjących w nim mnichów podupadły; z czasem cały kompleks zabudowań klasztornych popadł w ruinę. Po przejęciu władzy na Cyprze przez Turków obiekty przejął Cypryjski Kościół Prawosławny, co nie uratowało klasztoru przed opuszczeniem i ruiną. Prace remontowane w zniszczonym opactwie podjęto dopiero w latach 60. XX wieku.
W maju każdego roku w ruinach opactwa odbywa się festiwal muzyki poważnej.